# Alfie (Band)
Alfie war eine englische Indierockband aus Manchester, die von 1998 bis 2005 bestand.

## Bandgeschichte
Die Band wurde 1998 von Lee Gorton (Gesang) und Ian Smith (Gitarre) gegründet. Dazu kamen Sean Kelly (Schlagzeug), Sam Morris (Bass, Keyboards, Horn) und Matt McGeever (Violoncello, Gitarre). Zu den Weggefährten von Alfie zählten die Bands Doves, I Am Kloot und Elbow.
1999 bekamen sie einen Vertrag bei Twisted Nerve Records. Gleichzeitig verpflichtete sie Damon Gough (bekannt als Badly Drawn Boy), der Mitgründer des Labels, als Begleitband, mit der er auch sein Debütalbum aufnahm.
Im Lauf des Jahres 2000 veröffentlichte Alfie drei EPs, und im März 2001 dann das Debütalbum If You Happy with You Need Do Nothing. Das Album war eine Kompilation der drei EPs mit zwei zusätzlichen Songs. Im September 2001 wurde eine Neuaufnahme des Titels You Make No Bones als Single veröffentlicht, die Platz 62 der UK-Singlecharts erreichte.
Im Oktober 2001 wechselten sie zu EMI. Zu dieser Zeit hatten sie bereits ihr zweites Album A Word in Your Ear bei Twisted Nerve aufgenommen, das schließlich im März 2002 auf den Markt kam. Bei EMI spielten sie ihr drittes Album Do You Imagine Things? ein, das im September 2003 erschien. Das Album erhielt positive Kritiken, blieb kommerziell jedoch hinter den Erwartungen zurück.
Das vierte Album Crying at Teatime kam im August 2005 heraus. Wiederum waren die Kritiken gut, doch der Verkauf schwach. Im Oktober 2005 kündigte die Band ihre Auflösung an. Lee Gorton meinte, es sei schwer, weiter an die Sache zu glauben, wenn es sich anfühlt, als ob niemand zuhöre (it’s hard to keep faith when it feels like no-one’s listening).

## Diskografie

### Alben
- 2001: If You Happy with You Need Do Nothing – Platz 62 der UK-Albumcharts
- 2002: A Word in Your Ear
- 2003: Do You Imagine Things?
- 2005: Crying at Teatime

### EPs
- 2000: Alfie
- 2000: Bookends
- 2000: Montevideo

### Singles
- 2001: You Make No Bones – Platz 61 der UK-Singlecharts
- 2002: A Word In Your Ear  – Platz 66 UK
- 2003: People  – Platz 53 UK
- 2003: Stuntman  – Platz 56 UK
- 2004: No Need  – Platz 66 UK
- 2005: Your Own Religion  – Platz 61 UK
- 2005: Where Did Our Loving Go?  – Platz 76 UK